# Distrito de Mé-Zóchi
Mé-Zóchi es uno de los siete distritos de Santo Tomé y Príncipe, situado en la isla de Santo Tomé. Es el segundo distrito más poblado del país, con aproximadamente 46.265 habitantes en un total de 122 kilómetros cuadrados de superficie. La capital del distrito es Trindade.
Evolución demográfica
- 1940 18.422 (30,4% de la población nacional)
- 1950 18.056 (30,0% de la población nacional)
- 1960 20.374 (31,7% de la población nacional)
- 1970 20.550 (27,9% de la población nacional)
- 1981 24.258 (25,1% de la población nacional)
- 1991 29.758 (25,3% de la población nacional)
- 2001 35.105 (25,5% de la población nacional)

- Datos: Q1139407